# Élastique
Pour l'adjectif « élastique », voir Élasticité.

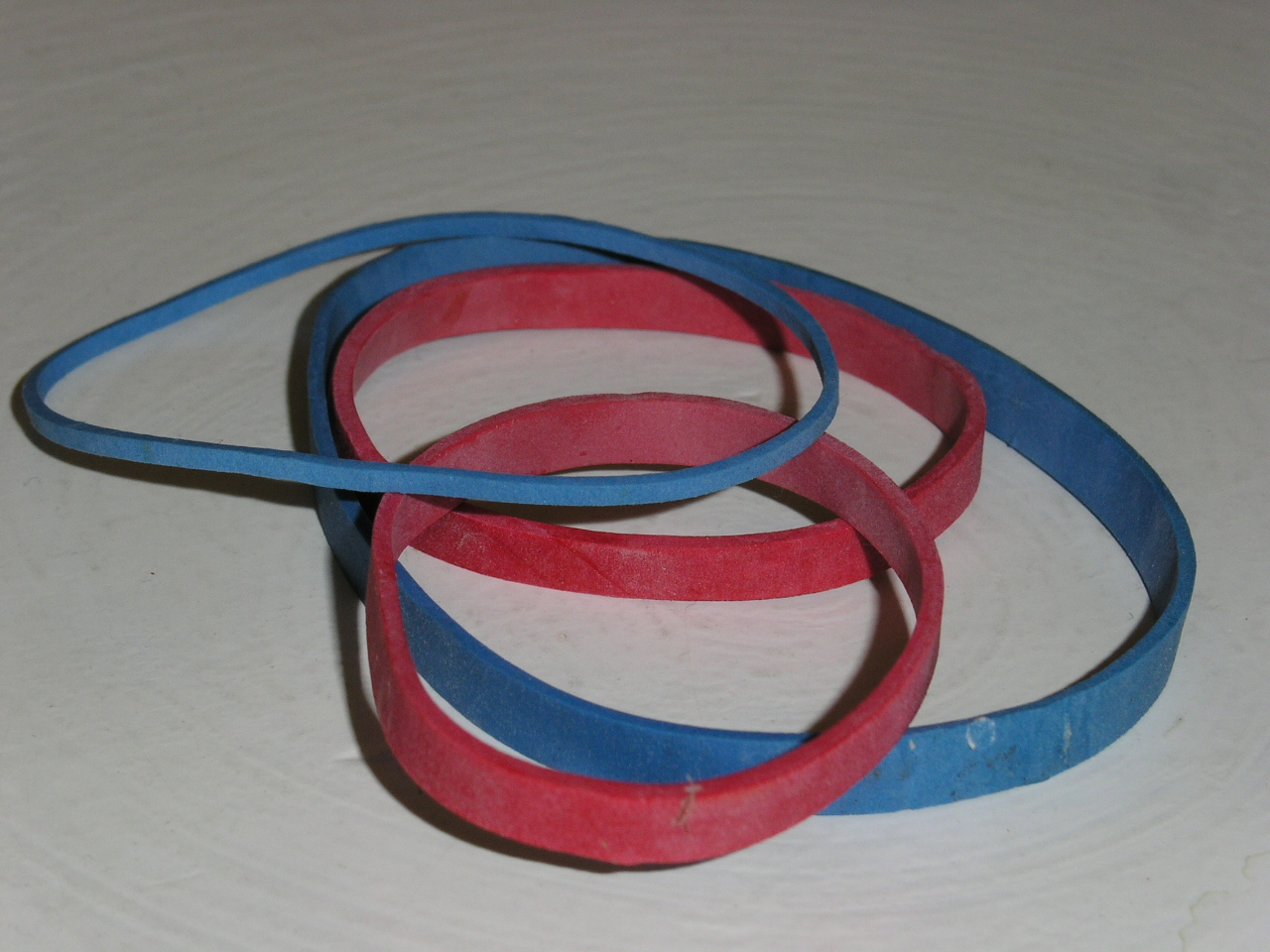
Élastiques : un mince et trois larges.

Un élastique est un fil, une bande ou un ruban court(e) en caoutchouc (ou dont une partie est en caoutchouc), de forme généralement circulaire.

## Histoire
Il fut breveté le 17 mars 1845 par l'inventeur anglais Stephen Perry (en). L'élastique est fabriqué à partir de latex.

## Utilisation
Les élastiques sont utilisés :
- dans la fabrication des vêtements
- en coiffure, pour tenir les cheveux
- en papeterie, pour grouper des enveloppes, maintenir ensemble des petits objets, fermer une boite
- en bricolage, pour assembler plusieurs pièces, pour faire des prototypes rapidement sans clou, ni colle, ni vis
- en cuisine, pour refermer des sachets, des boîtes, ou ficeler la viande
- en modélisme, pour la propulsion de petits avions et de petits bateaux
- en horticulture, pour soutenir des tiges qui vont supporter le poids de fruits lourds, sans abimer les tiges
- pour la pêche à la ligne, afin d'éviter trop d'efforts sur la canne à pêche
- par les facteurs pour regrouper des lettres (d'ailleurs les facteurs anglais ont des élastiques rouges pour les retrouver plus facilement s'ils tombent)
- pour faire des bracelets, dans le cas des looms, des petits élastiques circulaires.
- en orthodontie pour le déplacement des dents

## Caractéristiques
- Une bande élastique est appelée un « bracelet élastique ».
- La longueur d'un bracelet élastique correspond à la moitié de sa circonférence. Il s'agit de sa longueur au repos. Les bracelets élastiques courants s'allongent jusqu'à 600 % de leur longueur.[réf. nécessaire]
- Les élastiques basiques, qui ont une couleur jaune ou caramel, sont dits « élastiques blonds ».
- Les bracelets élastiques sont parfois vendus au poids (sac de 30 g, sac de 100 g) au lieu d'être vendu selon leur quantité. Un bracelet élastique typique de 30 × 1 mm pèse 0,2 g ; de 75 × 5 mm pèse 1,2 g.
- La chaleur provoque une rétractation de l'élastique, alors que la fraîcheur provoque une extension[1]. C'est le contraire de ce qui se passe pour les métaux.
- La manipulation des élastiques peut irriter la peau des doigts. Cela peut être dû à la présence possible de produits chimiques destinés à assouplir les élastiques.
- Il est possible de fabriquer des élastiques en découpant des chambres à air de vélo, puisqu'elles sont aussi en caoutchouc. C'est une façon de recycler des chambres à air trouées.